# Ber Borochov
Dov Ber Borochov (hebrejsky: דב בר בורוכוב; žil 3. červenec 1881 v Zolotonoši – 17. prosince 1917) byl marxisticko-sionistický vůdce a spisovatel, jeden ze zakladatelů hnutí dělnického sionismu a průkopník studia jidiš. Borochov byl rovněž teoretik; mezi jeho hlavní přínosy patří syntéza třídního boje a nacionalismu. Masové migrace Židů do Palestiny známé jako alije chápal „jako nevyhnutelný výraz vnitřní jednoty židovského proletariátu k řešení problémů způsobených žitím v diaspoře.“
Byl si vědom hrozby antisemitismu, ale nespatřoval jej jako základ nebo motivaci sionismu. Sionismus byl podle něj propojen se socialismem. Toto propojení zdůvodňoval tvrzením, že socialismus i sionismus mají stejný účel: „učinit židovský život opět produktivním.“ Židovské dělníky považoval za průkopníky židovské budoucnosti.